# Retales de carnaval
Retales de Carnaval, compuesto por la cantante y compositora Mai Meneses, es el título del segundo álbum publicado por el grupo Nena Daconte en el año 2008.

## Historia
Es el segundo álbum del grupo Nena Daconte, siendo el primero He perdido los zapatos (2006).
El mismo día de su lanzamiento fue número uno en ventas digitales en iTunes, al mismo tiempo que la canción (por separado) "Tenía tanto que darte" también era número uno en la venta de singles.

## Gira

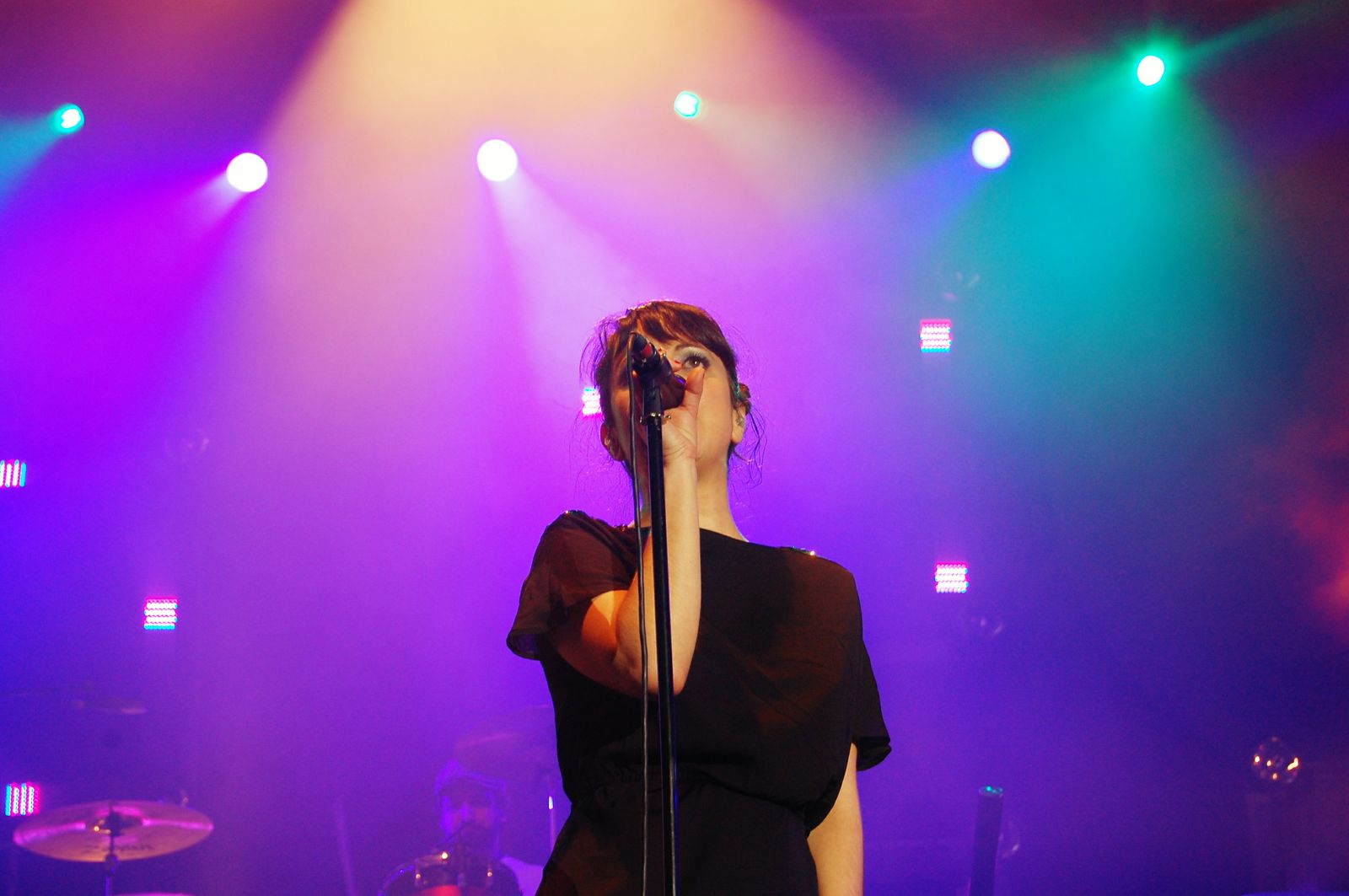
Nena Daconte en el fin de gira

La gira de Retales de carnaval estuvo compuesta por más de 150 conciertos por España, incluyendo el Palacio de la Música Catalana en Barcelona y el Teatro Español en Madrid. Nena Daconte también actuó en el Festival BAFIM en Buenos Aires (Argentina) en su edición del 2009 y en el MTV Day en la Plaza de Toros de Las Ventas (Madrid).
Durante la promoción del disco, Nena Daconte asistió, junto con el corredor Chema Martínez, al evento "Nike+ Human Race" donde ofrecieron un concierto exclusivo de 30 minutos.
En esta gira no sólo sonaron las canciones de este álbum, pues también cantaron canciones pasadas, las cuales se han convertido ya en firma, como Idiota, En que estrella estará, Marta, entre otras. Dúos también se hicieron presentes como la canción Yo quería recorrer, junto a Coti, (Cuando mueren) las malditas golondrinas junto a Joan Tena y un cover de la canción This is the end of the world, de REM.

## La composición
Como el primer disco, todas las letras y melodías han sido compuestas por Mai Meneses (vocalista del grupo) y arregladas por Kim Fanlo (guitarrista y productor del grupo), pero además la canción "(Cuando mueren) las malditas golondrinas" está coescrita por el cantante Joan Tena, participante de Operación Triunfo II y compañero en el programa de Mai.

## Listado de canciones
| N.º | Título                                     | Escritor(es) | Producer(s) | Duración |  |
| 1.  | «Tenía tanto que darte»                    | Mai Meneses  | Kim Fanlo   | 3:25     |  |
| 2.  | «Mentiras»                                 | Mai Meneses  | Kim Fanlo   | 2:24     |  |
| 3.  | «Yo Quería Recorrer»                       | Mai Meneses  | Kim Fanlo   | 3:39     |  |
| 4.  | «Ay! Amor»                                 | Mai Meneses  | Kim Fanlo   | 3:01     |  |
| 5.  | «No Me Quiero Morir»                       | Mai Meneses  | Kim Fanlo   | 3:36     |  |
| 6.  | «(Cuando Mueren) Las Malditas Golondrinas» | Mai Meneses  | Kim Fanlo   | 3:13     |  |
| 7.  | «El Aleph»                                 | Mai Meneses  | Kim Fanlo   | 3:34     |  |
| 8.  | «Tal Vez»                                  | Mai Meneses  | Kim Fanlo   | 3:37     |  |
| 9.  | «Esta Noche»                               | Mai Meneses  | Kim Fanlo   | 3:25     |  |
| 10. | «Sin Ti»                                   | Mai Meneses  | Kim Fanlo   | 4:11     |  |
| 11. | «Con Lo Poco Que Quedaba»                  | Mai Meneses  | Kim Fanlo   | 3:00     |  |

## Listas

### Semanales
| País/Continente | Ranking         | Primera semana | Posición de ingreso | Mejor posición | Semanas en la mejor posición | Semanas en el ranking | Última semana |
| --------------- | --------------- | -------------- | ------------------- | -------------- | ---------------------------- | --------------------- | ------------- |
| Europa          |                 |                |                     |                |                              |                       |               |
| España          | Top 100 álbumes | 05/10/2008     | 5                   | 5              | 1                            | 58                    | 08/11/2009    |

### Anuales
2009
| País   | Ranking       | Posición |
| ------ | ------------- | -------- |
| Europa |               |          |
| España | Top 50 Albums | 40       |

### Certificaciones
| País   | Proveedor  | Año  | Certificación |
| Europa |            |      |               |
| España | Promusicae | 2009 | Platino       |